# MP United FC
El MP United FC es un equipo de fútbol de las Islas Marianas del Norte que juega en el Campeonato de fútbol de las Islas Marianas del Norte, la primera división de fútbol del país.

## Historia
Fue fundado en el año 2008 en la isla de Garapan y desde su fundación es uno de los equipos de fútbol más importantes de las islas, además de ser uno de los clubes con mejor organización interna, ya que cuenta con secciones en la categoría femenil y en categorías menores.
A pesar de dar buenos resultados a nivel menor, eso no lo es tanto en la categoría mayor, ya que solo cuenta con un título de liga, el cual ganaron en la temporada 2010.

## Palmarés
- Campeonato de fútbol de las Islas Marianas del Norte: 5

2010, 2014-O, 2016-O, 2017-P, 2018-P